# Józef Małecki

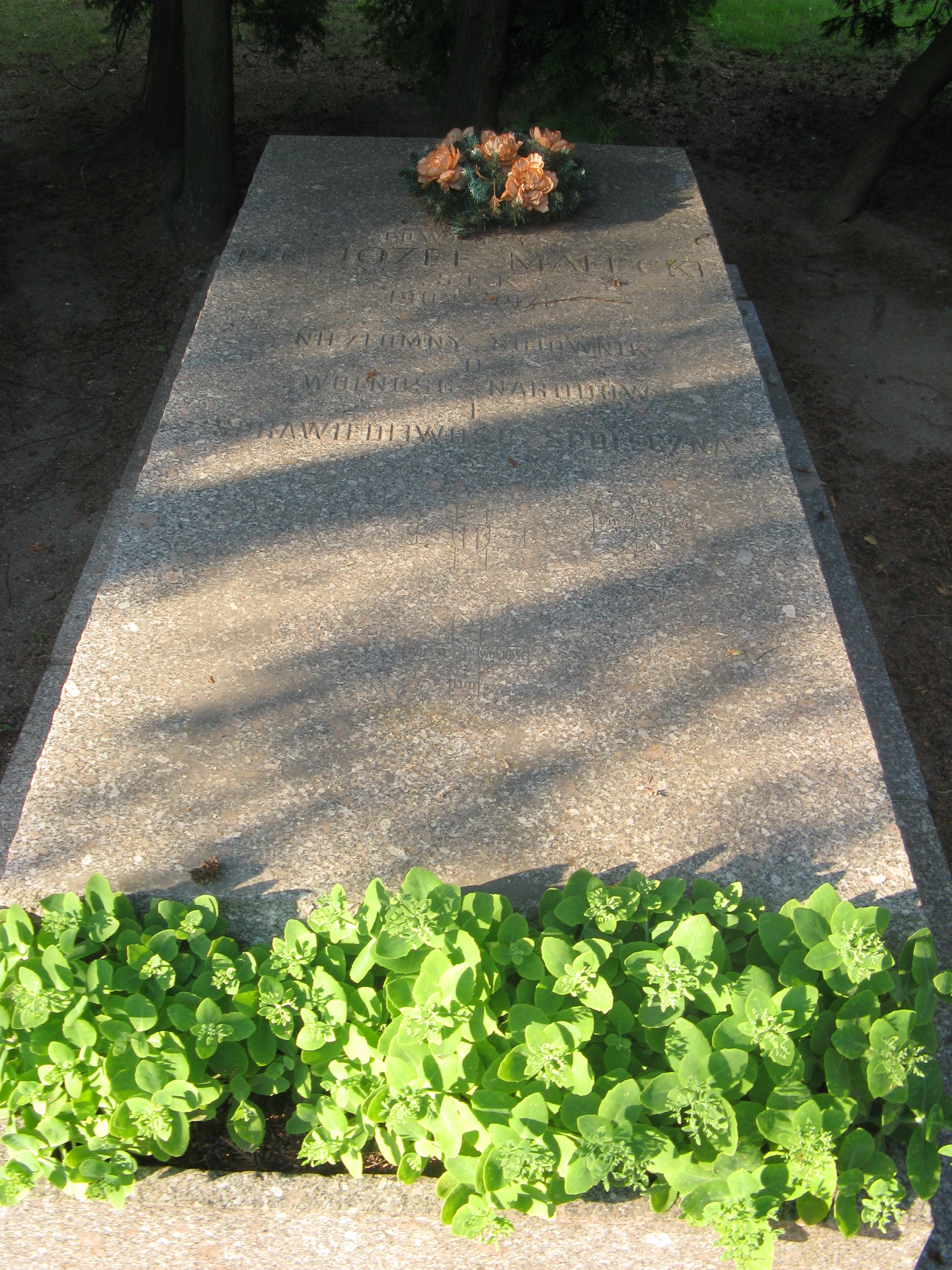
Grób Józefa Małeckiego na Cmentarzu Wojskowym na Powązkach

Józef Sęk-Małecki, właśc. Józef Małecki, ps. Sęk, Mobilizator (ur. 27 czerwca 1902 w Siedlcu, zm. 19 września 1970 w Warszawie) – działacz komunistyczny, pracownik centralnej „techniki” KPP, sekretarz Komitetu Okręgowego KPP w Poznaniu i Siedlcach, szef Wydziału Mobilizacyjnego Sztabu Głównego Gwardii Ludowej, dowódca Radomsko-Kieleckiego Obwodu GL, szef Oddziału Zaopatrzenia Sztabu Głównego Armii Ludowej, zastępca szefa Sztabu Głównego AL, zastępca komendanta głównego Milicji Obywatelskiej.

## Życiorys
Pochodził z chłopskiej rodziny Andrzeja i Józefy z Balcerków. Ukończył 8-letnią niemiecką szkołę podstawową, potem był robotnikiem rolnym. W latach 1918–1919 uczestniczył w powstaniu wielkopolskim, następnie służył w WP i walczył w wojnie polsko-sowieckiej. W sierpniu 1920 został ranny pod Pułtuskiem i zdemobilizowany. Od 1921 pracował jako górnik w Zagłębiu Dąbrowskim. Pod koniec 1923 wstąpił do KPRP (późniejszej KPP). W latach 1924–1925 odbywał służbę wojskową. Kilkakrotnie aresztowany, otrzymywał niskie kary więzienia. Od 1926 w „technice” KC KPP, następnie w Komitecie Okręgowym KPP w Poznaniu, w 1929–1930 przebywał na szkoleniu w ZSRR, po powrocie do kraju pracował w Wydziale Wojskowym KC KPP. W kwietniu 1932 siatka wywiadowcza, której był członkiem, została zlikwidowana przez polski kontrwywiad, a sam Małecki został na 2 lata uwięziony. W latach 1934–1935 był sekretarzem Komitetu Okręgowego KPP w Siedlcach i Poznaniu.
Po klęsce wrześniowej w 1939 wstąpił do sowieckiej milicji w Brześciu, a na początku 1940 wyjechał w głąb ZSRR do pracy w kopalni. Aresztowany pod koniec 1940, prawdopodobnie po pobiciu w łaźni kolegi narodowości żydowskiej, Klajnberga, według jednej z wersji został skazany na 10 lat więzienia, według innej jego sprawa została umorzona wobec faktu ogłoszenia amnestii po podpisaniu układu Sikorski-Majski w 1941. Zwolniony jesienią 1941 związał się z NKWD. W marcu 1942 został przerzucony do Polski w grupie mającej stanowić zaczątek jednej z siatek NKWD w Warszawie. Równocześnie pracował w Sztabie Głównym GL na stanowisku kierownika Wydziału Mobilizacyjnego Sztabu Głównego GL. Od lipca do grudnia 1943 dowodził Radomsko-Kieleckim Obwodem GL. W Armii Ludowej był szefem Oddziału III Zaopatrzenia i uzbrojenia w Sztabie Głównym GL. Od lipca 1944 pełnił obowiązki zastępcy szefa Sztabu Głównego AL. Uczestniczył w powstaniu warszawskim; był dowódcą AL w Śródmieściu (od 18 sierpnia 1944) i szefem Sztabu Połączonych Sił Zbrojnych AL, PAL i KB. Po upadku powstania wyszedł z Warszawy z ludnością cywilną. W listopadzie 1944 został awansowany na pułkownika. Po wyzwoleniu był zastępcą komendanta głównego MO, a 1945–1950 współorganizatorem ZBoWiD. Od 29 grudnia 1945 był posłem do Krajowej Rady Narodowej, reprezentując Polską Partię Robotniczą. W 1962 był Prezesem Zarządu Głównego Związku Ochotniczych Straży Pożarnych.
Został pochowany z honorami 23 września 1970 w Alei Zasłużonych na cmentarzu Wojskowym na Powązkach (kwatera A 2-Tuje-2). W imieniu ówczesnych władz w pogrzebie uczestniczyli m.in. przewodniczący Rady Państwa PRL Marian Spychalski, sekretarze KC PZPR Ryszard Strzelecki i Mieczysław Moczar, I sekretarz Komitetu Warszawskiego PZPR Józef Kępa, wiceminister obrony narodowej gen. broni Grzegorz Korczyński i komendant główny MO gen. bryg. Tadeusz Pietrzak.

## Ordery i odznaczenia
- Order Sztandaru Pracy I klasy
- Order Krzyża Grunwaldu III klasy
- Krzyż Oficerski Orderu Odrodzenia Polski (10 października 1945)[4]
- Krzyż Złoty Orderu Virtuti Militari
- Krzyż Srebrny Orderu Virtuti Militari
- Medal za Warszawę 1939–1945 (17 stycznia 1946)[5]
- Złota Odznaka honorowa „Za Zasługi dla Warszawy” (1967)[6]

## Publikacje
- Armia Ludowa w Powstaniu Warszawskim. Wspomnienia, Iskry, Warszawa 1962.